# Mein blaues Klavier (Gedichtband)
Mein blaues Klavier ist der letzte Gedichtband Else Lasker-Schülers aus der Zeit nach ihrer Emigration aus Deutschland, veröffentlicht 1943 in Jerusalem, Palästina.

## Inhalt

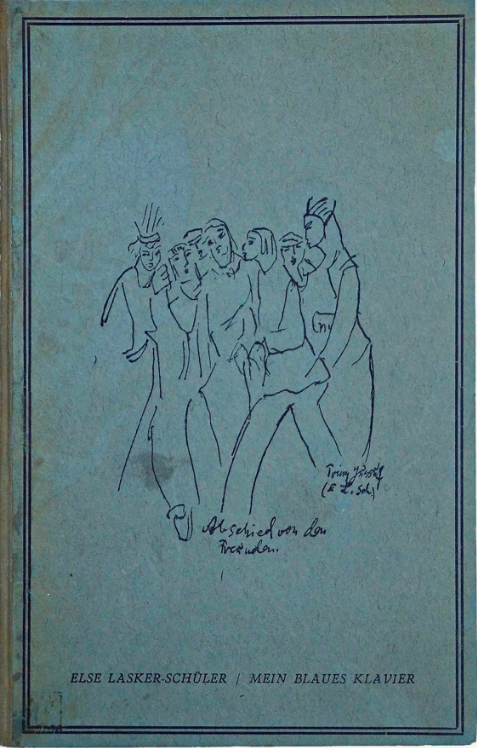
Titelbild des Gedichtbands mit Zeichnung „Abschied von den Freunden“ von Else Lasker-Schüler

Mein blaues Klavier – Neue Gedichte wurde als letztes Buch Else Lasker-Schülers (1869–1945) im Sommer 1943 veröffentlicht. Gedruckt wurde der schmale Band in einer Auflage von 330 Exemplaren bei Jerusalem Press Ltd. Der Band enthält 32 Gedichte und einen kurzen Prosatext „An mich“ am Ende. Von den Gedichten waren 18 bereits zuvor veröffentlicht, 7 in Deutschland, die restlichen von der Exilpresse in Zürich, Paris, Amsterdam, Jerusalem, Haifa, Tel Aviv und New York. Mein blaues Klavier thematisiert  Schmerz und Einsamkeit sowie tiefe Trauer um die verlorene Heimat. Das blaue Klavier wird zur Metapher unerfüllter Sehnsüchte und zum Ausdruck tiefer Heimatlosigkeit, die sie ausgerechnet in dem Land erfährt, das immer als Projektionsfläche ihrer Phantasien gedient hatte.
Der Band enthält auch das gleichnamige, 1937 erstmals veröffentlichte Gedicht Mein blaues Klavier. Dieses Gedicht wurde zu Recht als eine Elegie bezeichnet. Die Klage gilt nicht nur der Flucht und Vertreibung der Dichterin, sondern auch dem Abschied von der Kindheit und dem verlorenen Ideal der Kunst. Das blaue Klavier wird dann einerseits als Symbol eines verlorenen Kindheitsbesitzes, andererseits als Symbol der Kunst gesehen, die schwer beschädigt ist. Das Instrument der Dichterin, die deutsche Sprache, drohte im Exil stimmlos und funktionslos zu werden, zu „einem Klavier ohne Saiten“. Der gedämpften Schlichtheit von Wortwahl und Metrum setzt Else Lasker-Schüler in diesem berühmt gewordenen und viel besprochenen Gedicht allen Verlusterfahrungen von Kindheit und Kunst den leisen, nachhaltigen Triumph der dichterischen Phantasie entgegen, auch „wider dem Verbote“, wie die letzte Zeile im Gedicht endet. Das Gedicht Die Verscheuchte ist ein ergreifendes Dokument eines Endzeitbewusstseins, das in der deutschen Literatur jener Jahre der Barbarei in kaum einem anderen Gedicht so klar, poetisch gesichert zum Ausdruck gekommen ist. Im Gedicht Ich weiss, das an Lasker-Schülers Beerdigung vorgelesen wurde, lässt die Dichterin erahnen, dass sie sich bewusst ist, bald zu sterben.

## Entstehen
Bereits 1941 kündigte Lasker-Schüler in einem Brief Ernst Simon den geplanten Gedichtband unter dem Titel Das blaue Klavier an. Danach sollte er bald erscheinen. Das Projekt kam jedoch kaum vorwärts. Im September 1942 erwähnte sie es Simon gegenüber nochmals. Zu diesem Zeitpunkt hatte sie den geplanten Titel geändert in „Ich liebte dich“ (kursiv sic). Das Bändchen sollte Ernst Simon gewidmet sein, den die Dichterin verehrte und liebte. Jedoch haderte sie mit der Widmung der zwölf enthaltenen Liebesgedichte und verwarf mehrere Ideen, zunächst „An E.S.“, schließlich entschied sie sich für „An ihn“, was sie auch wieder in „An – “ ändern wollte. Aber dazu kam es nicht mehr. Die Widmung am Anfang des Bandes lautet: „Meinen lieben Freunden und Freundinnen in den Städten Deutschlands – und denen, die wie ich vertrieben und nun zerstreut in die Welt, In Treue!“ Zu diesem Freundeskreis in Deutschland gehörten neben vielen anderen die Dichter Gottfried Benn, Paul Zech, Paul Leppin, der Lyriker Albert Ehrenstein und der Regisseur Max Reinhard. Der Philosoph Martin Buber und der Schriftsteller Werner Kraft, die beide mit ihr in der Emigration in Jerusalem lebten, hatten die Publikation in deutscher Sprache befördert.
Lasker-Schüler stand in engem Kontakt mit dem Verleger Moritz Spitzer in Jerusalem, der das Bändchen auf eigene Kosten herausgab. Sein Verlagsname fehlt auf dem Einband. Die Dichterin bat Moritz Spitzer in der Entstehungsphase des Gedichtbands um die Möglichkeit der Korrektur und ermahnte den Drucker, die Gedichttexte wortgetreu zu übernehmen und nichts zu verändern.
Die Liebe und Verehrung Lasker-Schülers zu Ernst Simon in der Zeit des Entstehens des Gedichtbands hat Christa Ludwig in einem biografischen Roman über die Dichterin thematisiert. Der Buchtitel Ein Bündel Wegerich stammt aus einer Gedichtzeile aus dem Gedicht Die Verscheuchte in Mein blaues Klavier.
Es war äußerst schwierig, während des Krieges, insbesondere in der Zeit zunehmender Kenntnisse über Ermordungen von Juden in Konzentrationslagern durch die Nazis und auch während des britischen Mandats in Palästina, deutschsprachige Literatur herauszugeben. Deutsche Truppen des Afrikakorps standen ein Jahr zuvor noch zum Entsetzen der jüdischen Bewohner Palästinas in Ägypten nur wenige hundert Kilometer von Palästina entfernt. Die deutsche Sprache stand im Verruf. Deutsche Juden galten als arrogant. Die wenigen Verlage, die bereit zu Veröffentlichungen waren, erhielten Drohungen.
Wenige Tage vor ihrem Tod hatte Lasker-Schüler noch zu einer Lesung aus Mein blaues Klavier in dem von ihr eingerichteten Vortragskreis Kraal nach Haifa eingeladen. Es kam nicht mehr dazu.

## Titelbild
Das Titelbild auf der Vorderseite des Einbands ist eine Strichzeichnung Lasker-Schülers, die sie mit einem eng zusammenstehenden Freundeskreis zeigt. Die Zeichnung trägt den handschriftlichen Titel „Abschied von den Freunden“. Die Autorin selbst ist in der Gruppe rechts außen mit Pagenkopf zu sehen. Unter der Figur steht „Prinz Jussuf (E. L.-S.)“. Prinz Jussuf von Theben ist der Phantasiename, den die Dichterin schon seit ihrer Zeit in Deutschland vielfach in Briefen verwendete.

## Frühe Kritik
Nach knapp fünf Monaten waren 118 Exemplare verkauft. Von denen, die Notiz von dem Bändchen nahmen, kam einhellig positive Kritik. Es wurde von „Sphärenklängen, seraphisch schimmernd“ gesprochen, von „apollinischer Schönheit“ und „leuchtender Magie“. Gerson Stern rühmte „das Einmalige dieser Verse, in denen die deutsche Sprache zu einer Vollendung aufblüht, die den Namen der Dichterin weit über ihr Leben hinaustragen wird“. Nach Sally Grosshut (1950) gehört der Gedichtband zum „Schönsten und Ergreifendsten der deutschen Lyrik“. Der Arzt und Schriftsteller Paul Goldstein schrieb der Dichterin am 12. Juni 1944 in einem Brief aus London: „Vor mir liegt Ihr Blaues Klavier, und ich trinke seine sternenhellen Akkorde gierig wie ein Verdurstender. Es ist gut zu wissen, daß, was immer Häßliches geschehen mag, Schönheit ist und bleibt. Mir wurde es Trost und Offenbarung und dafür wollte ich Ihnen danken.“

## Neuausgabe
Mein blaues Klavier erschien 2006 im Jüdischen Verlag im Suhrkamp Verlag als Neuausgabe mit dem Titelbild der Erstauflage und einem Nachwort von Ricarda Dick.